# Sarigyugh
Sarigyugh (in armeno Սարիգյուղ?, anche chiamato Sarigyukh e Sarigjugh; precedentemente Srygekh e Srigekh) è un comune dell'Armenia di 1 199 abitanti (2010) della provincia di Tavush.